# Tellervo leucoptera
Tellervo leucoptera är en fjärilsart som beskrevs av Butler 1874. Tellervo leucoptera ingår i släktet Tellervo och familjen praktfjärilar. Inga underarter finns listade i Catalogue of Life.